# 천년호 (1969년 영화)
"천년호"는 1969년 공개된 대한민국의 영화이다.

## 배역
- 신영균 : 김원랑 역
- 김지수 : 여화 역
- 김혜정 : 진성여왕 역
- 강계식 : 장시중 역
- 지방열 : 백운대사 역
- 이예성 : 아달 역
- 김란영 : 아달부인 역
- 김신명 : 노파 역
- 조덕성 : 박호장 역
- 장인한 : 노인 역
- 최성관 : 갈노인 역
- 장정국 : 부하 역
- 이강조 : 부하 역
- 김기주 : 부하 역
- 백송 : 을손 역
- 박승의 : 처녀 역
- 신동욱 : 무열왕 역
- 강성희 : 달례 역
- 이기영 : 만강 역

## 수상
- 제3회 시체스환상공포영화제
  - 황금감독상 - 신상옥